# Monnaie endogène
Pour les articles homonymes, voir Monnaie (homonymie).
La monnaie endogène est le nom donné à la théorie économique selon laquelle la monnaie est créée de manière endogène par le système économique, c'est-à-dire non pas du fait de l'intervention autonome de la banque centrale, mais du fait de la demande de monnaie exprimée par les agents économiques à l'égard des banques privées. Cette théorie s'oppose à celle de la monnaie exogène.

## Concept
Le XIXe siècle voit l'opposition entre deux écoles de pensée économique. La Currency school, d'une part, soutient que la monnaie produite par les banques privées doit être liée à la détention de métaux précieux comme l'or, de sorte à éviter toute possibilité d'inflation ; la Banking school, elle, est en faveur de la liberté des banques à créer de la monnaie via le crédit, sans égard au stock de métaux précieux. En effet, selon cette école de pensée, la demande de monnaie est émise par les agents économiques en fonction de leurs besoins d'investissements et de consommation ; dès lors, les banques qui créent du crédit pour eux ne font que répercuter monétairement l'activité économique : la monnaie est endogène. 
La Banking school ayant triomphé politiquement dans le monde occidental, les banques peuvent appliquer un système de réserves fractionnaires, c'est-à-dire ne détenir sous forme de réserves (aujourd'hui, de monnaie banque centrale) qu'une partie des crédits qu'elles créent. La monnaie est donc aujourd'hui en majeure partie endogène : plus de 80% de la masse monétaire de la zone euro est scripturale, c'est-à-dire créée par les banques privées. Il existe toutefois une part d'exogénéité de la monnaie car les banques centrales continuent de créer de la monnaie banque centrale et, par des politiques monétaires non conventionnelles, influer sur les prix.
Dans un tel cadre d'analyse, la monnaie est endogène car la banque centrale ne fait que ratifier les demandes de financement des banques privées afin de ne pas brider l'économie : lorsqu'elles voient que les banques manquent de monnaie centrale pour accorder du crédit, la banque centrale en fournit. La monnaie scripturale détermine par conséquent la monnaie centrale par l'application du diviseur du crédit. De manière formelle, la monnaie centrale est égale à la masse monétaire multipliée par le diviseur du crédit. A contrario, dans un système de monnaie exogène, la masse monétaire est égale à la monnaie banque centrale multipliée par le multiplicateur du crédit.

## Formalisation mathématique
Dominique Plihon formalise la création monétaire. Si M est la masse monétaire, que b est la détention de billets émis par la banque centrale, que r est le montant des réserves obligatoires, et MC la monnaie banque centrale, alors on trouve :
M = 1/(b+r(1-b)) * MC
En d'autres termes, dans une perspective de monnaie endogène, la monnaie centrale, déterminée par la masse monétaire, est égale au diviseur du crédit d multiplié par la masse monétaire : 
MC = d * M